# Нелітаючі птахи

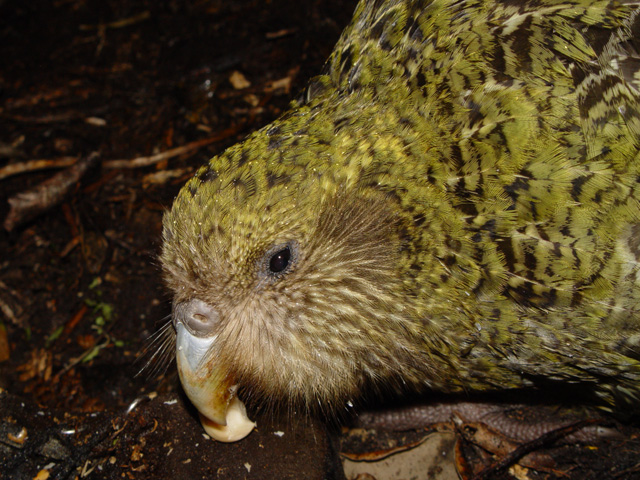
Какапо, нелітаючий папуга

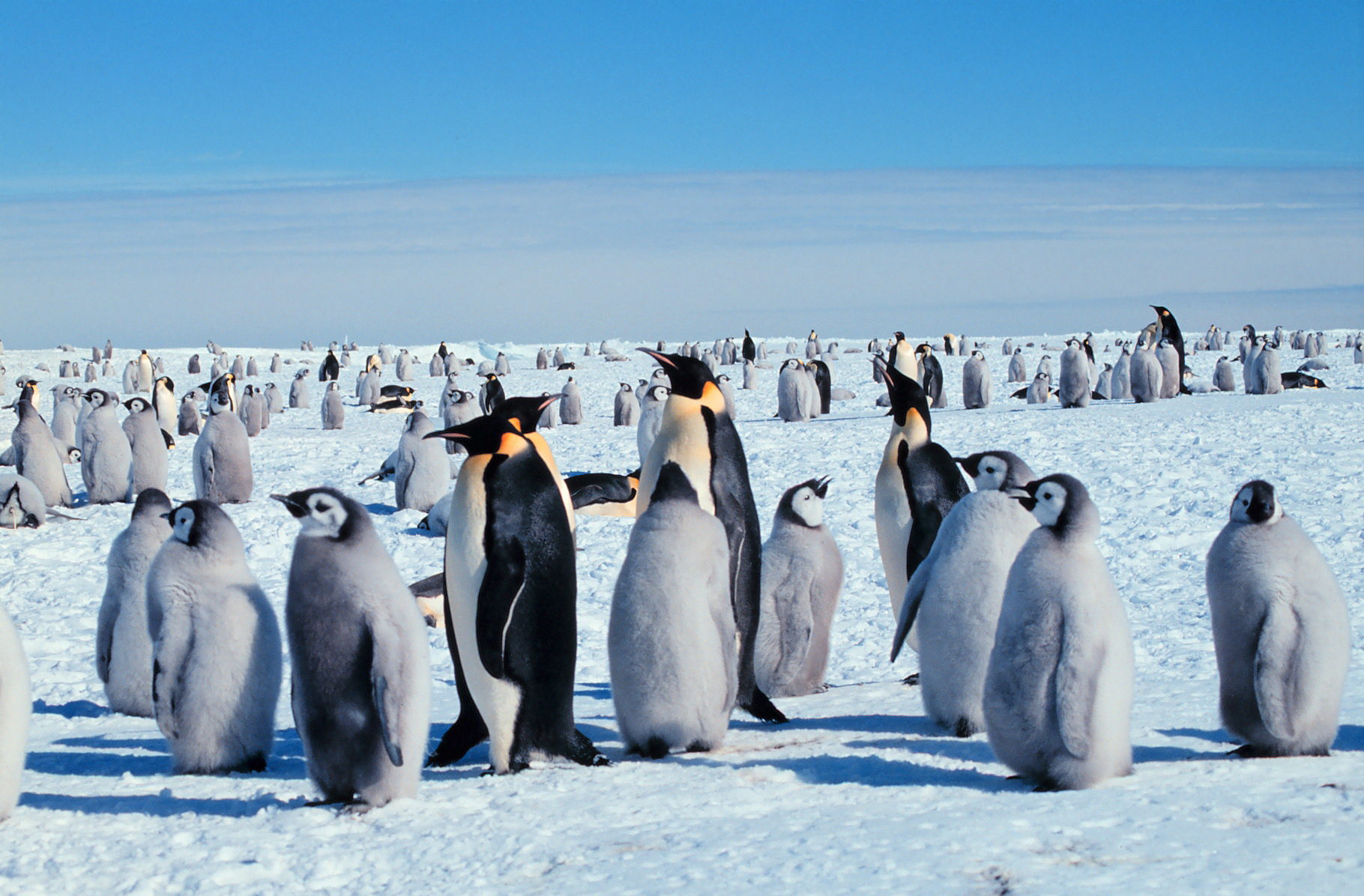
Пінгвіни, всі види ряду нездатні літати

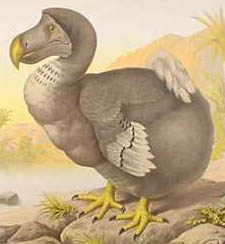
Дронт — вимерлий нелітаючий птах

Нелітаючі птахи — птахи, що втратили в процесі еволюції здатність до польоту.
Нелітаючі птахи належать до багатьох родин і рядів, тоді як у деяких (пінгвіноподібні, страусоподібні) всі види не літають, в інших (пастушкові) — тільки деякі.
Розміри також коливаються — від 15 см і 35 г у тристанського пастушка до понад 2,5 м і 150 кг у африканського страуса. Деякі вимерлі нелітаючі птахи, такі як епіорніс, були ще більші. Головними фізіологічними особливостями нелітаючих птахів є тонші кістки крил та відсутність або малі розміри кіля — кістки, до якої кріпляться головні м'язи крил (кіль наявний у пінгвінів). Нелітаючі птахи також часто мають більше пір'я.
Багато нелітаючих птахів мешкають в Новій Зеландії — ківі, пастушок такахе, кілька видів пінгвінів, папуга какапо. У багатьох нелітаючих птахів ареал сильно обмежений, як через меншу мобільність, так і через те, що деякі з них можуть мешкати лише на деяких островах, де відсутні наземні хижаки. Проте через обмежений ареал та уразливість до інтродукованих видів, більшість видів нелітаючих птахів знаходиться під загрозою зникнення. Наприклад, так були знищені дронти.